# Eric Perrière
Eric Perrière ist ein früherer französischer Skeletonsportler.
Eric Perrière gehörte Mitte der 1990er Jahre zu den besten Skeletonsportlern Frankreichs. Bei seinen Heimweltmeisterschaften 1993 in La Plagne kam er auf den 37. Platz, ein Jahr später belegte er in Altenberg den 29. Platz. Bis 1997 startete er im Weltcup. Sein bestes Resultat war ein elfter Platz auf seiner Heimbahn in La Plagne. Im Gesamtweltcup wurde er in der Saison 1994/95 mit vier Punkten 53., 1996/97 mit 19 Punkten 45. und 1997/98 mit 23 Punkten 44.

## Belege
1. ↑   Archivlink (Memento vom 9. März 2015 im Internet Archive)
2. ↑   Archivlink (Memento vom 22. Oktober 2007 im Internet Archive)
3. ↑   Archivlink (Memento vom 6. Januar 2017 im Internet Archive)
4. ↑   Archivlink (Memento vom 20. Dezember 2016 im Internet Archive)
5. ↑   Archivlink (Memento vom 20. Dezember 2016 im Internet Archive)

| Personendaten    | Personendaten                  |
| ---------------- | ------------------------------ |
| NAME             | Perrière, Eric                 |
| KURZBESCHREIBUNG | französischer Skeletonsportler |
| GEBURTSDATUM     | 20. Jahrhundert                |